# 斑点拟方蟹
斑点拟方蟹（学名：Paragrapsus laevis），为弓蟹科拟方蟹属的物种。分布于澳大利亚，从昆士兰北部到塔斯马尼亚都有其踪影，是澳洲东南部河口潮间带最常见的生物之一。生活环境为海水，是一种群居动物，一般成群栖息在海湾与河口的潮间带礁石底下，偶尔会挖洞庇护，可以忍耐较低的盐度，因此有时也会出现在盐度较低的河口与淡水河流的下游。其身体一般为黄褐色或深红色，背甲上覆盖着白色斑点，在眼睛后面拥有两个凹口，此蟹体型小巧，一般个体甲宽为3-4厘米，对人没有危险，但被蟹螯夹住可能会造成疼痛。